# Rolf Rämgård
Rolf Ingemar Rämgård (* 30. März 1934 in Älvdalen) ist ein ehemaliger schwedischer Skilangläufer.

## Werdegang
Rämgård, der für den Älvdalens IF startete, hatte seinen ersten internationalen Auftritt bei den nordischen Skiweltmeisterschaften 1958 in Lahti. Dort belegte er den 20. Platz über 30 km und den 11. Rang über 50 km. Im selben Jahr wurde er schwedischer Meister über 50 km. Diesen Meistertitel verteidigte er auch im folgenden Jahr. Bei den Olympischen Winterspielen 1960 in Squaw Valley holte er die Bronzemedaille über 50 km und die Silbermedaille über 30 km. Zudem wurde er Achter über 15 km. Außerdem belegte er im Jahr 1960 den zweiten Platz beim Wasalauf. Zwei Jahre später errang er bei den nordischen Skiweltmeisterschaften 1962 in Zakopane den siebten Platz über 50 km und siegte bei den Svenska Skidspelen über 30 km. Im folgenden Jahr wurde er erneut Zweiter beim Wasalauf. Nach seiner aktiven Laufbahn war er als Abgeordneter der Centerpartiet von 1974 bis 1985 Mitglied des schwedischen Parlaments.